# Günther Meinhold
Günther Meinhold (Dąbie, 12 maggio 1889 – Gottinga, 21 febbraio 1979) è stato un generale tedesco.

## Biografia

### Carriera militare
Nacque il 12 maggio 1889 ad Altdamm, una località vicino a Stettino, in Pomerania, allora nell'Impero tedesco. Suo padre Julius Philipp Bogislaw Meinhold (1844-1889) era un medico di Stato maggiore dell'esercito prussiano.
Meinhold si unì al reggimento di fanteria “von der Goltz” (7º Pomerania) n. 54 dell'esercito prussiano a Kolberg, l'11 gennaio 1908 diventò cadetto e nella metà di luglio 1909 fu promosso tenente. Allo scoppio della Prima guerra mondiale fu inizialmente schierato come comandante di compagnia sul fronte orientale. Dal 29 maggio 1917 al 12 novembre 1918, Meinhold combatté sul fronte occidentale, venne promosso capitano il 15 luglio 1918 e infine prestò servizio come capo battaglione e aiutante di reggimento alla caduta dell'Impero. Per la sua condotta militare gli furono conferite la Croce di Ferro, la Croce Anseatica di Amburgo e la Croce al Merito militare austriaca.
L'11 giugno 1920 Meinhold fu congedato dall'esercito della neonata Repubblica di Weimar e si unì alla polizia di Berlino. Inizialmente fu nominato capitano in pensione, una carica utilizzata nelle amministrazioni di polizia di Monaco, Cottbus, Gleiwitz e Alta Slesia. Il 4 aprile 1928 fu promosso maggiore di polizia e, dopo essere entrato nella polizia di stato prussiana, diventò, il 20 aprile 1935, tenente colonnello del corpo di polizia nel Terzo Reich.
Il 1º ottobre 1935 Meinhold entrò nella Wehrmacht col grado di tenente colonnello e diventò il comandante del 2º battaglione del 50º reggimento di fanteria a Küstrin. Fu promosso colonnello il 1º agosto 1937, prestò servizio nel 50º reggimento di fanteria a Landsberg an der Warthe e il 10 novembre 1938 fu nominato comandante del 122º reggimento di fanteria di frontiera a Meseritz. Questa unità era subordinata alla neonata 50ª divisione di fanteria guidata dal generale Karl-Adolf Hollidt, fu comandata anche da Meinhold nelle campagne polacca, balcanica e russa, come ad Odessa sul Mar Nero e in Crimea, dove prese parte anche alla battaglia di Sebastopoli. Il 1º aprile 1942 Meinhold fu promosso a maggiore generale e, tenendo conto della sua cattiva salute, fu schierato come comandante di combattimento a Dniepropetrovsk e Krivoy-Rog, in Ucraina, dal giugno 1942 al gennaio 1944.

### Comandante a Genova
Il 16 marzo 1944 Meinhold fu trasferito in Italia, come comandante della fortezza a Genova e dal 1º novembre 1944 assunse il comando di parti della 148º divisione di fanteria con posto di comando a Savignone, che faceva parte del "Gruppo da battaglia Meinhold” nel corpo d'armata “Lombardia” del generale d'artiglieria Kurt Jahn gli fu subordinato e fu trasformato in una divisione mista italo-tedesca con artiglieria da montagna per presidiare il tratto del fronte Genova-La Spezia. In caso di rivolta della popolazione o di attacco alleato a Genova, Hitler aveva ordinato la distruzione di tutte le strutture industriali e portuali della città con il cosiddetto Piano Z  e che era già stato predisposto da unità marine. Questi piani furono trapelati e causarono crescente preoccupazione nella popolazione genovese.
Quando aumentarono gli arresti arbitrari di presunti partigiani da parte del Sicherheitsdienst, che agiva spietatamente anche a Genova, sotto il famigerato SS Obersturmbannführer Friedrich Engel, il medico e professore genovese A. Giampalmo e sua moglie tedesca E. Müller si rivolsero a Meinhold per chiedere aiuto. Dopo che in tale occasione avevano sottolineato con enfasi al generale le conseguenze catastrofiche di far saltare in aria le strutture portuali, soprattutto il molo esterno, vitale per la città, Meinhold promise di non dare l'ordine di farlo saltare o di fermarlo, se possibile, a meno che i suoi soldati non fossero stati attaccati dai partigiani. 
Conscio dell’inevitabile e imminente sconfitta della Germania e dell’inutilità di una lotta a oltranza, nell’aprile 1945 Meinhold prese i contatti con Carmine Alfredo Romanzi (col nome fittizio di "Stefano"), membro del Partito d’Azione, per negoziare con la Resistenza genovese e col Comitato di Liberazione Nazionale della Liguria un possibile armistizio che, a fronte della rinuncia alle massicce distruzioni previste dal Piano Z, consentisse la pacifica e ordinata ritirata tedesca oltre l'Appennino. Meinhold inizialmente negoziò segretamente con successo con lui l'11, il 17 e il 23 aprile per fermare la distruzione della città e si fece inviare da Giampalmo una mappa del porto con i dettagli delle cariche esplosive che i partigiani avrebbero dovuto rimuovere, in cambio Romanzi gli assicurò il non intervento delle divisioni partigiane. Forte era in Meinhold il timore di essere scoperto e arrestato da Engel.
Il 24 aprile 1945 Meinhold informò il suo fidato ufficiale di Stato maggiore, il capitano Asmus, della decisione di non sacrificare più i suoi soldati "per Hitler" in una guerra senza speranza e di deporre le armi. Meinhold diede allora l'ordine ai suoi soldati di non attaccare i partigiani, per non provocare ulteriori scontri. Inoltre, tramite Giampalmo, ordinò la presenza, al suo posto di comando di Savignone, il negoziatore Romanzi, che vi arrivò solo nelle prime ore del 25 aprile - quando ormai Genova era insorta contro l'occupante nazista - con un altro rappresentante partigiano a bordo di un'autovettura sanitaria con bandiera bianca. Ostruite dal controllo partigiano le vie di fuga verso la valle del Po (le statali dei Giovi e della val Trebbia), bloccata la ferrovia, il generale tedesco si arrese all’evidenza strategica, decidendo la capitolazione. Romanzi consegnò a Meinhold una lettera del cardinale e arcivescovo di Genova Pietro Boetto, in cui chiese al generale tedesco di risparmiare la città e, su mandato di negoziazione da parte del CLN, suggerì un incontro in una sede "neutrale" con i loro leader: la residenza cardinalizia a Villa Migone, nel quartiere di San Fruttuoso. Prima della resa, Meinhold rientrò in città con Romanzi sulla sua auto sanitaria, seguito dal capitano Asmus con un interprete. Lungo il percorso, insieme riuscirono a disinnescare diverse situazioni critiche di conflitto tra unità tedesche che non volevano arrendersi e partigiani genovesi; tuttavia non riuscì a convincere ad arrendersi le unità navali del comandante della Kriegsmarine, il capitano Max Berninghaus, che si erano trincerate nell'area del porto e continuavano a combattere.
Poi a Villa Migone, nel tardo pomeriggio del 25 aprile 1945 venne firmata tra il generale Meinhold e la Resistenza locale rappresentata dal presidente del CLN ligure Remo Scappini, Giovanni Savoretti, l'avvocato Errico Martino e il comandante di campo Mauro Aloni, la resa delle truppe tedesche a Genova. Meinhold spiegò la decisione di deporre le armi nonostante i 9mila soldati ai suoi ordini pronti a combattere per Hitler fino alla fine e le forze tedesche ancora numericamente superiori a quelle partigiane. I rappresentanti del CLN ne presero atto con sollievo, tanto che fu rapidamente raggiunto un accordo sulle modalità di capitolazione, in particolare sul corretto trattamento dei soldati secondo il diritto militare, e il corrispondente accordo di resa bilingue firmato da tutte le parti, ancora oggi visibile a Villa Migone. Meinhold spiegò poi agli ufficiali riuniti nel suo posto di comando la situazione militarmente disperata, respinse come inadeguata l'idea che gli era stata suggerita di aspettare le truppe alleate o di evadere individualmente o in piccoli gruppi, e si assunse la totale responsabilità della resa locale della Wehrmacht. Ciò fu accettato dai suoi ufficiali nonostante la famigerata autorizzazione di Hitler ad arrestare immediatamente o, se necessario, fucilare un superiore disposto ad arrendersi. 
Meinhold, che inizialmente rimase a Villa Migone con il suo seguito, diede poi l'ordine alle sue unità di sospendere i combattimenti a partire dal 26 aprile 1945. Dopo che ciò fu immediatamente riferito al quartier generale del Führer, la radio tedesca annunciò la condanna a morte di Meinhold. Tuttavia, il generale era già sotto custodia partigiana e fu da loro protetto contro i tentativi di coercizione da parte degli oltranzisti della Marina tedesca, che capitolarono il giorno successivo. I partigiani festeggiarono con i genovesi la Liberazione e consegnarono Meinhold e i soldati tedeschi prigionieri alle truppe alleate, arrivate a Genova due giorni dopo. L'evento fu impresso anche su una targa apposta nel 1949 sul Ponte Monumentale di via XX Settembre.

### Nel secondo dopoguerra
Dal 30 aprile 1945 Meinhold fu internato in vari campi di prigionia dell'esercito statunitense, tra cui quello a Garmisch-Partenkirchen. Fu ascoltato come testimone nel processo dell'Alto Comando della Wehrmacht a Norimberga contro il colonnello Hollidt. Il 26 giugno 1947 fu definitivamente rilasciato e ritornò dalla sua famiglia a Hardegsen, vicino a Gottinga, nella Germania occupata, dove inizialmente dovette affrontare l'ostilità di alcuni concittadini per la scelta della resa. Tuttavia, alcuni suoi ex commilitoni lo chiamavano anche “padre Meinhold” per il suo atteggiamento responsabile e premuroso.
Fu co-fondatore e presidente onorario dell'associazione di reduci della 50ª divisione di fanteria e giocò un ruolo di primo piano nel ricostruirne la storia.  Anche il monumento alla divisione a Gottinga fu una sua iniziativa. Il suo impegno, in particolare nel salvataggio della città di Genova da ulteriori distruzioni, fu onorato in vita e anche in patria in occasione della sua morte, avvenuta il 21 febbraio 1979, all'età di 89 anni.